# Luisa Klapprott
Luisa Klapprott (1º febbraio 2002) è una sciatrice freestyle ed ex sciatrice alpina tedesca.

## Biografia
Luisa Klapprott ha iniziato la sua carriera agonistica nello sci alpino: specialista delle prove veloci attiva dal novembre del 2018, in Coppa Europa ha esordito il 19 dicembre 2021 in Val di Fassa in discesa libera (43ª), ha ottenuto il miglior risultato il 2 dicembre 2022 a Zinal in supergigante (32ª) e e ha preso per l'ultima volta il via il 13 febbraio 2023 a Sarajevo/Bjelašnica nella medesima specialità, senza completare la prova. Si è ritirata al termine di quella stessa stagione 2022-2023 senza aver debuttato in Coppa del Mondo e aver preso parte a rassegne iridate.
Dalla stagione 2023-2024 si dedica alla ski cross: in Coppa Europa ha esordito il 15 dicembre 2023 a Idre Fjäll (5ª) e ha conquistato il primo podio il 4 febbraio 2024 a Grasgehern (3ª); ha debuttato in Coppa del Mondo il 12 dicembre 2024 a Val Thorens (14ª) e ai Campionati mondiali a Engadina 2025, dove si è classificata 15ª nella gara individuale e 6ª in quella a squadre. Non ha preso parte a rassegne olimpiche.

## Palmarès

### Sci alpino

#### Campionati tedeschi
- 2 medaglie:
  - 2 bronzi (supergigante, combinata nel 2022)

### Freestyle

#### Coppa del Mondo
- Miglior piazzamento nella Coppa del Mondo di ski cross: 11ª nel 2025

#### Coppa Europa
- Miglior piazzamento nella classifica di ski cross: 5ª nel 2024
- 2 podi:
  - 2 terzi posti

#### Campionati tedeschi
- 1 medaglia:
  - 1 argento (ski cross nel 2024)